# Rhyssa ventralimacula
Rhyssa ventralimacula är en stekelart som beskrevs av Wang och Hu 1993. Rhyssa ventralimacula ingår i släktet Rhyssa och familjen brokparasitsteklar. Inga underarter finns listade i Catalogue of Life.